# Дитячий куточок
«Дитячий куточок» (англ. Children's Corner) — цикл фортепіанних п'єс Клода Дебюссі, написаний 1908 року, загальною тривалістю приблизно 15 хвилин. Опублікований того ж року, вперше публічно виконаний Гарольдом Бауером 18 грудня того ж року в Парижі.
Цикл присвячено донці композитора, Клод-Еммі, якій на момент написання було три роки. П'єси не призначені для виконання дітьми; скоріше йдеться про спогади про дитинство. Доля ж Клод-Еммі склалася трагічно — вона померла від дифтерії у віці 14 років через рік після смерті Клода Дебюссі.
Цикл складається з шести п'єс, більшість назв за винятком першої п'єси подані англійською мовою:
1. «Doctor Gradus ad Parnassum» (від Gradus ad Parnassum, в українській традиції зазвичай не перекладається)
2. «Jimbo's Lullaby» («Колискова Джимбо», Джимбо — ім'я іграшкового слона Еммі)
3. «Serenade of the Doll» («Серенада ляльці»)
4. «The Snow is Dancing» («Сніг танцює»)
5. «The Little Shepherd» («Маленький пастух»)
6. «Golliwogg's Cakewalk» («Кек-уок Голлівога[en][1]», в деяких перекладах «Ляльковий кек-уок»[2])